# DM43
DM43 – niemiecki pocisk APFSDS pochodzący z lat 80. Wystrzeliwany z gładkolufowych armat czołgowych kalibru 120 mm. Wchodzi w skład jednostki ognia czołgu Leopard 2.

## Dane taktyczno-techniczne[1]
- Kaliber: 120 mm
- Średnica rdzenia: 27 mm
- Masa pocisku: 7,3 kg
- Masa rdzenia: 4 kg
- Prędkość wylotowa: 1740 m/s
- Maksymalne ciśnienie w lufie: 550 MPa
- Przebijalność: 560 mm RHA[2](na odległość 2000 m)